# David Aubry
David André Aubry (* 8. November 1996 in Saint-Germain-en-Laye) ist ein französischer Schwimmer.

## Karriere
Aubry ist ein französischer Schwimmer, der sich auf die langen Freistilstrecken fokussiert hat. 2019 belegte er bei den Weltmeisterschaften in Gwangju über 800 Meter Freistil den dritten Platz. Bei den 2021 ausgetragenen Olympischen Spielen 2020 in Tokio schied er sowohl über 400 Meter als auch über 800 Meter im Vorlauf aus. Das Freiwasser-Rennen über 10 km beendete er nicht. Neben den Beckenwettbewerben startet er außerdem im Freiwasser-Weltcup und konnte 2022 mit der französischen Staffel das Rennen über 4 × 1,5 Kilometer in Israel gewinnen.
Bei den Weltmeisterschaften 2024 gewann er die Bronzemedaille über 1500 Meter Freistil.